# Тисели
Тисели (груз. თისელი) — село в Грузии, на территории Ахалцихского муниципалитета края (мхаре) Самцхе-Джавахети.

## География
Село находится в южной части Грузии, на берегах реки Тиселис-Геле (правый приток Куры), на расстоянии приблизительно 17 километров (по прямой) к северо-востоку от города Ахалцихе, административного центра муниципалитета. Абсолютная высота — 1225 метров над уровнем моря.

## Население
По результатам официальной переписи населения 2014 года, в Тисели проживало 147 человек (84 мужчины и 63 женщины). В национальной структуре населения грузины составляли 99,3 %, украинцы — 0,7 %.
| Год  | Население, человек |
| ---- | ------------------ |
| 2002 | 242                |
| 2014 | ↘ 147              |